# Asteryzm Bowiego
Asteryzm Bowiego (popularnie „Konstelacja Davida Bowiego”) – asteryzm złożony z siedmiu gwiazd tworzących charakterystyczny kształt błyskawicy używanej przez Davida Bowiego w jednym z okresów jego twórczości, widniejącej między innymi na okładce płyty Aladdin Sane.
Po śmierci Davida Bowiego, belgijska stacja radiowa Studio Brussell poprosiła belgijskie obserwatorium astronomiczne MIRA Public Observatory o nazwanie nowego asteryzmu upamiętniającego Bowiego. Do asteryzmu wybrano siedem gwiazd: Spica, Zeta Centauri, SAO 204132, Delta Octantis, SAO 241641, Beta Trianguli Australis i Sigma Librae.
W prasie popularnej asteryzm Bowiego jest nazywany niepoprawnie „konstelacją”, ale w rzeczywistości jest to asteryzm.